# تاريخ الطاقة

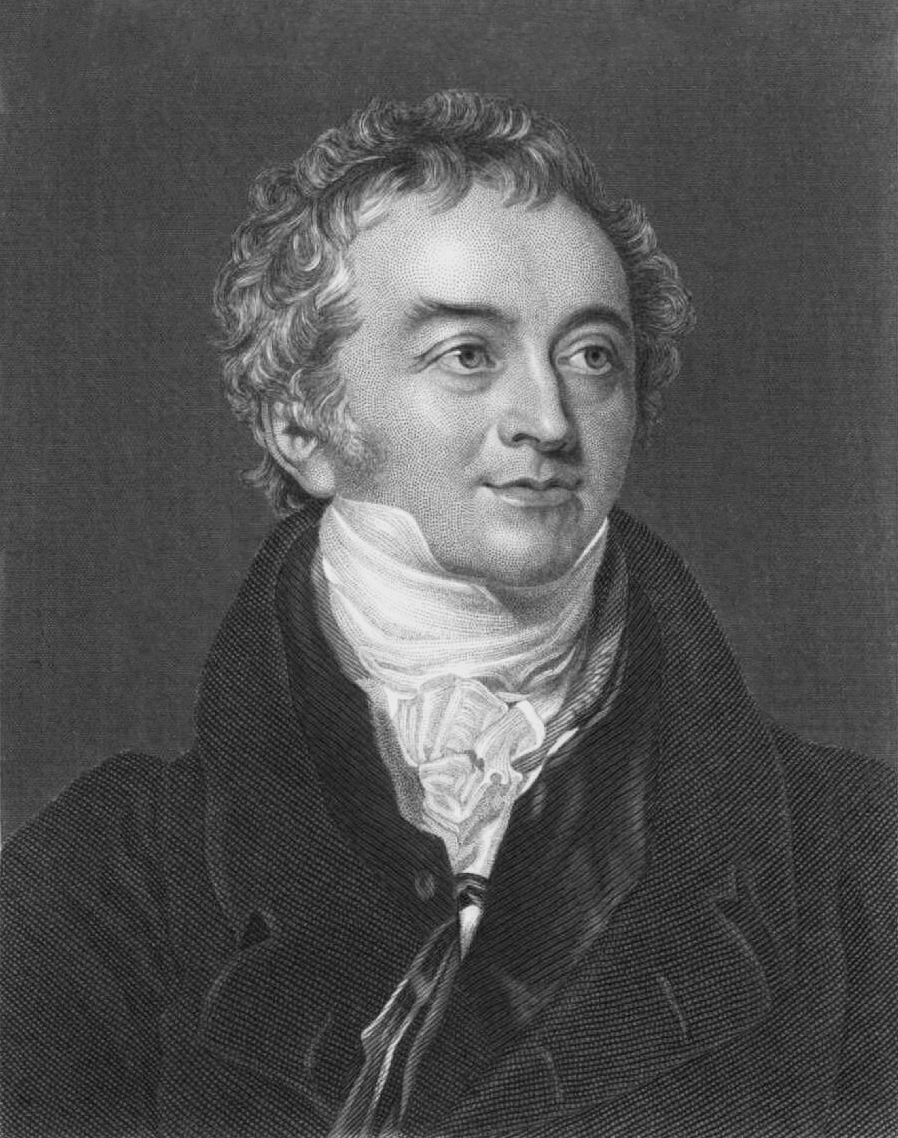
توماس يونغ هو أول من استخدم مصطلح طاقة بمعناه الحديث.

اشتُقت كلمة طاقة بالإنجليزية (energy) من الكلمة اليونانية إنيرجيا، والتي ظهرت لأول مرة في كتاب الأخلاق النيقوماخية في القرن الرابع قبل الميلاد.
انبثق مفهوم الطاقة من فكرة القوة الحية، والتي عرفها لايبنتز بأنها مجموع كتلة الجسم مع القيمة التربيعية لسرعته؛ وكان يعتقد أن المجموع الكلي لهذه القوة الحية كان ثابتًا. لتفسير التباطؤ الذي يحدث بسبب الاحتكاك، ادّعى لايبنتز أن الحرارة تتكون من الحركة العشوائية للأجزاء المكونة للمادة – وهي وجهة نظر يشترك معه فيها إسحاق نيوتن، وقد استغرق قبول هذه الفكرة بشكل عام أكثر من قرن من الزمن.
دمجت إميلي ماركيز دو شاتوليه في كتابها «دروس في الفيزياء»، الذي نُشر عام 1740، فكرة لايبنتز مع ملاحظات عملية لغريفزاند لإظهار أن «كمية الحركة» لجسم متحرك تتناسب مع كتلته والقيمة التربيعية لسرعته (ليس السرعة نفسها كما علّم نيوتن – بل ما سُمّي في ما بعد بزخم الحركة).

في محاضراته أمام الجمعية الملكية عام 1802، كان توماس يونغ أول من استخدم مصطلح «الطاقة» بمعناه الحديث، بدلًا من القوة الحية. وفي منشورات هذه المحاضرات عام 1807، كتب:
«يمكن أن نسمّي المصطلح الذي يعبر عن مجموع كتلة الجسم مع مربع سرعته؛ طاقة هذا الجسم».
في عام 1829، وصف غوستاف غاسبار كوريولي «الطاقة الحركية» بمعناها الحديث، وفي عام 1853، صاغ وليم رانكين مصطلح «الطاقة الكامنة».
كان موضوع هل الطاقة عبارة عن مادة (السعرات الحرارية) أو أنها مجرد كمية فيزيائية؛ محط جدال للعديد من السنوات.

## الديناميكا الحرارية
تطلب تطوير المحركات البخارية من المهندسين تطوير مفاهيم وصيغ تسمح لهم بوصف الكفاءة الحرارية والميكانيكية لأنظمتهم. ساهم كل من المهندسين مثل سادي كارنو، والفيزيائيين مثل جيمس بريسكوت جول، وعلماء الرياضيات مثل إميل كلابيرون وهيرمان فون هيلمولتز، والهواة مثل يوليوس روبرت فون ماير؛ في فكرة أن القدرة على أداء مهام معينة، والتي تسمى العمل، كانت مرتبطة بطريقة أو بأخرى بكمية الطاقة في ذلك النظام. في خمسينيات القرن التاسع عشر، بدأ «وليم طومسون» أستاذ الفلسفة الطبيعية في غلاسكو وحليفه أستاذ العلوم الهندسية «وليم رانكين» في استبدال اللغة القديمة للعلوم الميكانيكية بمصطلحات مثل «الطاقة الفعلية»، و«الطاقة الحركية»، و«الطاقة الكامنة». دمج وليم طومسون (اللورد كلفن) جميع هذه القوانين في قوانين الديناميكا الحرارية، الأمر الذي ساعد في التطور السريع لتفسيرات العمليات الكيميائية باستخدام مفهوم الطاقة بواسطة رودولف كلاوزيوس، وجوزيه ويلارد غيبس، ووالتر نرنست. كما أدى ذلك إلى صياغة رياضية لمفهوم الإنتروبيا من قبل كلاوزيوس، وإلى إدخال قوانين الطاقة المشعة بواسطة جوزيف ستيفان. وقد صاغ رانكين مصطلح «الطاقة الكامنة». في عام 1881، صرح وليم طومسون أمام جمهور ما يلي:
على الرغم من أن الطبيب توماس يونغ قد استخدم اسم الطاقة بمعناه الحالي لأول مرة في بداية هذا القرن، فإن هذا المصطلح لم يدخل حيز الاستخدام عمليًا إلا بعد وضع مبادئ الديناميكا الحرارية التي ... تعرّف نشوء الطاقة من مجرد صيغة في الديناميكا الرياضية إلى الموضع الذي تحتله الآن بكونها مبدأ ينتشر في الطبيعة كلها ويوجه الباحث في مجال العلوم.